# DN67D
DN67D este un drum național din România, care leagă Târgu Jiu de Băile Herculane.